# 広島放送管弦楽団
広島放送管弦楽団（ひろしまほうそうかんげんがくだん）は、NHK広島放送局の放送用専属オーケストラである。旧別称は「FKサロン・アンサンブル」

## 関係者・出身者
- 竹内尚一
- 指田守
- 柳川日出丸
- 田中敬
- 岡崎邦朗
- 天孝亮太
- 友広裕
- 石田武男
- 木曾田繁
- 瀬川昌二
- 木戸全一
- 田頭徳治
- 仲勇吉
- 末永国一
- 竹本博
- 吉田正治
- 浅尾良夫
- 中元喜信
- 斉藤定人
- 笹井清政
- 富田正人
- 本田巌
- 佐伯勝
- 金子計夫
- 秋吉章子
- 田畑慎吾
- 西野邦男